# Сухое молоко
Сухо́е молоко́ — представляет собой растворимый порошок, получаемый высушиванием коровьего молока. Обычно разводится в тёплой воде и употребляется в качестве напитка, при этом сохраняет многие полезные свойства свежего пастеризованного молока. Имеет широкое применение в кулинарии. Входит в состав многих видов детских молочных смесей.
Изготовление сухого молока обусловлено более длительным сроком хранения данного продукта по сравнению с обычным молоком. Существует также быстрорастворимое сухое молоко.

## История
Первое упоминание о сухом молоке относят к 1792 году, когда в «Трудах Вольного Экономического Общества» Иван Ерих записал, что жители восточных областей, вымораживая молоко, получали «Великие запасы млечных глыб».
В 1802 году штаб-лекарь Нерчинских заводов Осип Кричевский получил сухое молоко, не уступающее по питательным качествам обычному.
В 1832 году российский химик М. Дирчов основал первое коммерческое производство сухого молока. А в 1885 году за границей был запатентован процесс производства.
В конце XIX в. началось промышленное производство.

## Производство
Коровье молоко нормализуют, пастеризуют и сгущают. Затем производят гомогенизацию сгущённого молока и его сушку на распылительных или вальцовых сушилках.
На распылительных установках молоко сушат при температуре 150—180 °C.
Распылительные сушилки пользуются большей популярностью у производителей из-за высокой производительности и постоянного качества сухого молока.
Первоначально для сушки молока использовались преимущественно вальцовые сушилки, основанные на методе кондуктивной сушки. Обычно на вальцовую сушилку поступает концентрат цельного молока после мультициклонных выпарных аппаратов с содержанием сухих веществ около 40 %. Готовый продукт имеет остаточную влажность около 3 %. Сухое молоко, производимое на вальцовых сушилках, имеет особые органолептические свойства. При соприкосновении сгущёного молока с нагретой поверхностью барабана происходит его карамелизация. Таким образом, молоко, высушенное на вальцовых сушилках, имеет своеобразный привкус карамели. Сухое молоко вальцовой сушки имеет большое количество свободных жиров, поэтому является незаменимым ингредиентом в шоколадной промышленности, позволяющим значительно сократить количество дорогого масла какао. Существенным недостатком такого вида сушки является малая производительность: в зависимости от величины вальцовой установки до 1000 кг/ч.
После сушки молоко просеивают и охлаждают.
Для увеличения срока годности продукта производят его фасовку в вакуумные пакеты или используют инертные газы.
Сухое молоко производится в соответствии с ГОСТ 4495—87 «Молоко цельное сухое» и ГОСТ Р 52791-2007 «Консервы молочные. Молоко сухое. Технические условия».

## Классификация
Сухое молоко бывает цельным (СЦМ) или обезжиренным (СОМ). Эти две разновидности сухого молока различаются процентным содержанием веществ.
|                          | Цельное               | Обезжиренное        |
| ------------------------ | --------------------- | ------------------- |
| Жиры (%)                 | 25                    | 1                   |
| Белки (%)                | 25,5                  | 36                  |
| Молочный сахар (%)       | 36,5                  | 52                  |
| Минеральные вещества (%) | 9                     | 6                   |
| Влажность (%)            | 4                     | 5                   |
| Калорийность на 100 гр.  | 2300 кДж (549,3 ккал) | 1567 кДж (373 ккал) |

Срок хранения сухого цельного молока меньше чем обезжиренного, так как жиры подвержены порче — прогорканию. Оно должно храниться при t от 0 до 10 °C и относительной влажности воздуха не выше 85 % до 8 месяцев со дня выработки.
Быстрорастворимое сухое молоко получают путём смешивания цельного и обезжиренного сухого молока. Смесь увлажняют паром, после чего она слипается в комки, которые потом снова сушат.

## Применение
Цельное сухое молоко используется в основном для питания населения, а обезжиренное — для изготовления кондитерских изделий и питания животных.
Использование цельного сухого молока в ряде стран ограничено ввиду высокого содержания оксистеролов, образующихся при термической сушке.
Широко применяется при изготовлении хлебобулочных изделий и изделий из мяса (в качестве связующего вещества).
Молоко, которое было получено путём разбавления сухого молока с водой, называют восстановленным.